# 遠藤航 (声優)
遠藤 航（えんどう わたる、5月27日 - ）は、日本の男性声優。東京都出身。

## 経歴
東京メディアアカデミー、アトミックモンキー声優演技研究所、映像テクノアカデミア卒業。
かつてはネクシードに所属していた。

## 人物
趣味はジャズ鑑賞、日本酒飲み比べ。

## 出演

### テレビアニメ
- 俺が好きなのは妹だけど妹じゃない（2018年、サークル主）
- レイトン ミステリー探偵社 〜カトリーのナゾトキファイル〜（2018年、ドミニク）
- ダイヤのA actII（2019年、高見晃人、金田忠大、岡健一、青道3年、宮本、志摩良平、伊藤、夏目、鵜久森選手、観客）
- どろろ（2019年、手下J）
- LISTENERS リスナーズ（2020年、銀河宮殿ファミリーB）

### webアニメ
- ゆうとくんがいく（2013年、味方FW）

### 吹き替え

#### 映画
- アースフォール 地球壊滅
- アース・フォール JIU JITSU（マット 他）
- 愛と哀しみの旅路 ※Disney+版
- アメイジング・トイワールド カラクリ地下迷宮とおもちゃ王の秘宝（ナレーター）
- アルマゲドン2014（ウォレン）
- アンドロイドコップ（無線男）
- カリフォルニア・ディストラクション（ロイ）
- クリスマスを取り戻せ!〜リトル・ドラゴンとサンタの魔法の石
- 殺し屋チャーリーと6人の悪党（ディラン・スミス〈ルーク・ヘムズワース〉 他）
- ザ・トーチ（ミッチェル）
- ザ・マーダー（ジャック青年）
- ザ・リディーマー（リンゴ）
- シティーハンター THE MOVIE 史上最香のミッション（パコ〈パスカル・ボワゾン〉[2]）
- ジャーヘッド2 奪還（運転兵）
- スキンウォーカー・プロジェクト（バイカー）
- SPOOKS スプークス/MI-5（ウィル・ホロウェイ〈キット・ハリントン〉）
- スリーピング ビューティー/禁断の悦び（デビッド王）
- 世界の果てまでヒャッハー!
- ソウルガールズ（ヘンドゥ）
- ソルジャーズ 連合軍を救った男たち（スケイルズ 他）
- ダンボ（技師2）
- ディスクローズ 葬られた秘密（ベン・ブリッグス〈ジェームズ・フランコ〉）※ソフト版
- デフォルト・ハイジャック（無地シャツ男）
- ドライヴ（7号無線 他）
- ドラゴン・コップス（テレビスター）
- ドラゴンハート 最後の闘い（商人）
- ネイバーズ（ガーフ）
- バトル・オブ・スカイアーク（執行人 他）
- パトロール（ジンジ）
- ハミングバード（トニー）
- BILLABONG ビラボン（ニック〈ダン・ユーイング〉）
- ボブという名の猫 幸せのハイタッチ（バズ〈ダレン・エヴァンス〉）
- マッド・スピード（ケビン 他）
- マン・ダウン 戦士の約束（スポリ〈ポール・サド〉）
- ミクロ・アドベンチャー（男性リポーター）
- ミスティック・アイズ（男性店員）
- ライダーズ・オブ・ジャスティス（ボダシュカ・リトビネンコ〈グスタフ・リンド〉[3]）
- ラヴレース（カメラマン）
- レクイエム 最後の銃弾（移送責任者）
- ロシアン・スナイパー（グリシャ 他）
- ロボット・キッカーズ（ヴァイルス部下）
- ロンドン・ヒート（ミラー）
- ワールド・フォー・スピード（コナー）

#### ドラマ
- アウトキャスト
- 今、私たちの学校は…（ジュンソン）
- JUSTIFIED 俺の正義
- 死霊のはらわた リターンズ シーズン2
- セルフリッジ 英国百貨店2（フランコ・コレアノ 他）
- ヴァイキング 〜海の覇者たち〜（アリ、エイク 他）

#### テレビ番組
- タイニーハウス 〜大きなアメリカの極端に小さな家〜

#### アニメ
- バード・ストーリー（エイジャックス）

### モーションコミック
- 魔法使いと永遠少女（こぱん）

### ボイスオーバー
- イギリスお宝探偵団 ポーンスターズ
- 世界・神秘の道を行く
- ポーンスターズお宝クイズ選手権

### ナレーション
- 大麦ダクワーズ
- タカラトミー ロボフィッシュ
- 薬物VP
- レッドカーペット 予告編

### 舞台
- 劇団ZAPPA 咲（水島純）